# Ängsfiltbi
Ängsfiltbi (Epeolus variegatus) är en art i insektsordningen steklar som tillhör familjen långtungebin och släktet filtbin.

## Beskrivning
Ett litet bi på 7 till 8 mm längd med svart grundfärg med röd- till brunaktiga markeringar och vita, filtartade fläckar i flera rader på bakkroppens rygg och sidor. Mellankroppen är tydligt välvd. Hos honan är käkarna, överläppen, benen och bakre delen av mellankroppen rödaktiga.

## Ekologi
Ängsfiltbiet förekommer på många biotoper, som saltängar, klitter, stenmark, hedmark och gles skog. Den äter nektar från blommor ur ett flertal familjer som korgblommiga växter, flockblommiga växter, kransblommiga växter, ärtväxter, rosväxter och ranunkelväxter. Flygperioden är normalt från juni till augusti; den form som lägger sina ägg i bon hos sidenbiet Colletes halophilus flyger dock senare, mitten av augusti till mitten av oktober. Biet är en boparasit; det lägger sina ägg i sidenbibon, där larverna lever av värdlarvens föda. Fältbilarven har därför kraftiga käkar i det första larvstadiet, med vilka den kan döda värdägget eller värdlarven, så den ensam kan leva på födan som värdhonan samlat in. Besökta sidenbin är väggsidenbi, ljungsidenbi samt den ovan nämnda Colletes halophilus.

## Utbredning
Utbredningsområdet omfattar större delen av Europa från Storbritannien österut, och troligen vidare in i Asien. Populationen är klassad som livskraftig ("LC").
I Sverige finns den från Skåne till Dalarna och Småland och Medelpad. En isolerad observation i Norrbotten (Boden) år 2018 är också noterad. Även här är populationen klassad som livskraftig.
I Finland förekommer arten från Åland (där den senast observerats 1983) och sydkusten norrut till Mellersta Finland, Norra Savolax och Norra Karelen. Även i Finland är populationen klassificerad som livskraftig.